# Kim Janey

Kim M. Janey (2021)

Kim Michelle Janey (* 16. Mai 1965 in Boston, Massachusetts) ist eine amerikanische Politikerin (Demokratische Partei). Janey wurde 2021 für acht Monate kommissarische Bürgermeisterin von Boston, nachdem Marty Walsh das Amt niedergelegt hatte, um Arbeitsminister der Vereinigten Staaten zu werden. Sie ist die erste Frau und die erste afroamerikanische Person, die das Bürgermeisteramt ausübte. Sie war von 2020 bis 2022 Präsidentin des Bostoner Stadtrats und von 2018 bis 2022 Mitglied des Stadtrats. Sie kandidierte bei den parteiunabhängigen Vorwahlen für die Bürgermeisterwahlen 2021 in Boston, belegte aber nur den vierten Platz. Später unterstützte sie Michelle Wu,  die Janey's Nachfolgerin wurde. Seit Mai 2022 ist Janey Geschäftsführerin von Economic Mobility Pathways (EMPath), einer gemeinnützigen Bostoner Organisation zur Bekämpfung der Armut. Sie hatte außerdem Lehraufträge an der Harvard University und der Salem State University inne und arbeitete seit ihrem Ausscheiden aus dem öffentlichen Dienst als Executive in Residence bei der Boston Foundation.

## Kindheit und Ausbildung
Kim M. Janey wurde am 16. Mai 1965 in Roxbury geboren. Ihre Eltern, Clifford B. Janey und Phyllis Janey, trennten sich, als Kim jung war. Ihr ebenfalls in Roxbury gebürtiger Vater hatte Abschlüsse von der Boston Latin School, der Northeastern University und der Boston University. Er arbeitete als Lehrer und Schulleiter in Boston. Er war Superintendent des Schulbezirks Rochester, New York, und später Superintendent der öffentlichen Schulen in Washington, D.C. Kim Janeys Vorfahren mütterlicherseits stammten aus North Carolina und väterlicherseits aus Guyana, Virginia, Nova Scotia und Massachusetts. Ein Großvater wurde 1915 in Chelsea geboren und ein Urgroßvater 1890 in Medford. Teile ihrer Familie leben seit sechs Generationen in Boston.
Im Alter von elf Jahren ging Kim Janey Charlestown zur Schule. Sie wurde mit anderen Schülern im Rahmen eines umstrittenen, gerichtlich angeordneten Schul-Desegregationsprogramms mit dem Bus von Roxbury nach Charlestown gebracht. Später ging sie im Rahmen eines freiwilligen Programms, das Schülern aus der Stadt ermöglichte in die Vororte zu pendeln, in Reading zur High School. Mit sechzehn Jahren wurde sie Mutter. Nach dem High-School-Abschluss arbeitete sie, um ihre Tochter zu erziehen, und besuchte ein Community college. Sie ging auf das Smith College, unterbrach ihr Studium jedoch, um nach dem Tod ihrer Großmutter ihren Großvater zu pflegen.
1994 nahm Janey am Ada Comstock Scholars Program teil, das Studenten oberhalb des traditionellen College-Alters unterstützt.

## Karriere

### Berufliche Tätigkeit
Janey arbeitete bei Parents United for Child Care und ab 2001 bei der Non-profit-Organisation Massachusetts Advocates for Children.

### Stadtrat von Boston
Janey, die Mitglied der Demokratischen Partei ist,  wurde im November 2017 erstmals in den Stadtrat von Boston gewählt, in dem sie Repräsentantin des siebten Wahlbezirks ist, der Roxbury, Teile von South End, Dorchester und Fenway–Kenmore umfasst. In den Vorwahlen der Demokratischen Partei im September hatte sie ein Feld von 13 Kandidaten mit 25 % der Stimmen angeführt. In der Hauptwahl traf sie auf Rufus Faulk, gegen den sie sich mit 55,5 % der 8.901 abgegebenen Stimmen durchsetzte. Mit ihrer Amtseinführung im Januar 2018 war sie die erste Frau, die den siebten Bezirk im Stadtrat vertrat. Während ihrer ersten Amtszeit war sie eine der treibenden Kräfte für die Verabschiedung einer städtischen Anordnung, die die Lizenzvergabe an Marihuana-Abgabestellen durch ein unabhängiges Gremium regelte. Zuvor waren die Lizenzen durch das Büro des Bürgermeisters vergeben worden.
Im November 2019 wurde Janey mit mehr als 70 % der Stimmen wiedergewählt. Als Stadtratsmitglied fokussierte sie sich auf die Themen Bildung und soziale Gerechtigkeit. Sie unterstützte eine Änderung des Auswahlverfahrens der Mitglieder des Schulkomitees der Stadt Bosten; während die Mitglieder bisher vom Bürgermeister ausgewählt wurden, forderte Janey die Rückkehr zu einer Wahl des Schulkomitees.
Im Januar 2020 wurde Janey durch den Stadtrat zur Präsidentin des Stadtrates gewählt.

### Kommissarische Bürgermeisterin von Boston
Am 7. Januar 2021 nominierte der gewählte Präsident Joe Biden den Bürgermeister von Boston Marty Walsh als Arbeitsminister. Am 22. März 2021 wurde Walsh durch den Senat bestätigt und trat am selben Tag als Bürgermeister zurück. Als Präsidentin des Stadtrates wurde Janey gemäß den städtischen Statuten kommissarische Bürgermeisterin. Sie war die erste Frau und die erste afroamerikanische Person, die das Amt des Bürgermeisters von Boston während einer Vakanz ausübte. Am 24. März fand eine inoffizielle Vereidigungszeremonie statt. Janey bezeichnet sich als 55. Bürgermeister von Boston und auch manche Medien nutzen diese Bezeichnung. Die Nummerierungskonvention, die ihren Vorgänger Marty Walsh als 54. Bürgermeister bezeichnet basiert jedoch darauf, nur Personen zu zählen, die in das Amt gewählt wurden. Die Website der Stadt Boston nummeriert die Bürgermeister nicht.
Als Stadtratspräsidentin übt Janey das Bürgermeisteramt bis zur regulären Bürgermeisterwahl im November 2021 aus. Am 6. April 2021 gab Janey bekannt, bei der Bürgermeisterwahl anzutreten. Im Juni 2021 kam es im Rahmen der Budgetverhandlungen zu Spannungen zwischen Janey und dem Stadtrat, infolge derer der Stadtrat sich das Recht verlieh, die Stadtratspräsidentin durch eine Zweidrittelmehrheit des Amtes zu entheben. Wäre sie des Amtes enthoben worden, hätte der Stadtrat einen neuen Präsidenten gewählt, der somit kommissarischer Bürgermeister geworden wäre.
Anfang August 2021 sorgte Janey für eine Kontroverse, als sie Immunitätsausweise mit Sklavereipapieren und Birtherism verglich. Wenige Tage später nahm sie diesen Vergleich zurück.
Ende August verkündete Janey, dass sie den Bebauungsplan für das städtische Hafenareal zurückziehen werde, an dem seit mehreren Jahren gearbeitet worden war. Sie begründete dies mit Bedenken hinsichtlich der Klimaresilienz des Vorhabens.

### Kandidatur bei der Bürgermeisterwahl 2021
Am 6. April 2021 gab die kommissarische Bürgermeisterin Kim Janey bekannt, bei der Bürgermeisterwahl 2021 anzutreten.
Der Journalist Joe Battenfeld vom Boston Herald charakterisierte ihren Wahlkampf für die überparteiliche Vorwahl als „Rosengartenwahlkampf“, da sie durch wöchentliche Pressekonferenzen und ihre öffentlichkeitswirksame Rolle bei der Bekämpfung der COVID-19-Pandemie ihr kommissarisches Amt hervorhebe.
Zu den Unterstützern der Kandidatur Janeys gehörten das Nika Elugardo (Mitglied des Repräsentantenhauses von Massachusetts), Dianne Wilkerson (ehemaliges Mitglied des Repräsentantenhauses von Massachusetts), der Leiter des Nachlassregisters im Suffolk County, Felix D. Arroyo, der Stadtrat Ricardo Arroyo und der ehemalige Stadtrat Tito Jackson.
Gewerkschaften, die Janeys Kandidatur unterstützten waren unter anderem 32BJ SEIU, SEIU Local 888 und UNITE HERE Local 26.
Zu den Interessengruppen, die Janey unterstützten gehören Right to the City Vote und Wakanda II.
Bei der Vorwahl am 14. September 2021 kam sie mit rund 19,5 % der Stimmen auf den vierten Platz und verpasste somit die Stichwahl. Noch am Wahlabend gestand sie ihre Niederlage ein. Anschließend unterstützte Janey die Kandidatur von Michelle Wu.

## Persönliches
Janey lebt im Stadtteil Roxbury.
Im Alter von 16 Jahren wurde sie Mutter einer Tochter. Janey hat drei Enkelkinder.

## Auszeichnungen
2015 wurde Janey mit dem Boston NAACP Difference Maker Award ausgezeichnet. Im Januar 2020 erhielt sie den Hubie Jones Award des Boston Children’s Chorus.